# Abwehrgruppe Schwarz Nebel
Abwehrgruppe „Schwarz Nebel” – grupa wywiadowcza Abwehry złożona z przedstawicieli białych Rosjan, Ukraińców, Białorusinów i Bałtów działająca na froncie wschodnim podczas II wojny światowej.
Abwehrgruppe „Schwarz Nebel” powstała na samym początku wojny z ZSRR latem 1941 r. Podlegała jednemu z abwehrkommand. Liczyła ok. 180 ludzi. Składała się z przedstawicieli białych Rosjan, Ukraińców, Białorusinów i Bałtów (uciekinierów z ZSRR, dezerterów i jeńców wojennych z Armii Czerwonej), zgrupowanych w trzech plutonach dywersantów, plutonie gospodarczym i pododdziale kontrwywiadu polowego. Przy grupie działała szkoła szkoląca dywersantów. Kurs trwał od półtora do 3 miesięcy w zakresie skoków spadochronowych, topografii, zbierania danych wywiadowczych, metod sabotażu, strzelania, walki wręcz, maskowania, używania radiostacji i szyfrowania wiadomości. Do zadań Abwehrgruppe „Schwarz Nebel” należały działania wywiadowczo-sabotażowe na linii frontu i bliskich tyłach Armii Czerwonej, jak wysadzanie polowych składów i magazynów wojskowych, łapanie tzw. „języka”, rozpoznawanie pozycji ogniowych nieprzyjaciela itp.